# بابانکو
بابانکو (انگلیسی: Babanco؛ زادهٔ ۲۷ ژوئیهٔ ۱۹۸۵) بازیکن فوتبال اهل کیپ ورد است.
از باشگاه‌هایی که در آن بازی کرده‌است می‌توان به باشگاه ورزشی اشتوریل پرایا، باشگاه ورزشی اولیاننسه، باشگاه ورزشی پرایا، و باشگاه فوتبال اروکا اشاره کرد.
وی همچنین در تیم ملی فوتبال کیپ ورد بازی کرده‌است.